# Sindee Coxx
Sindee Coxx née le 21 juin 1970 à Long Island, est une actrice de films pornographiques américaine. Elle entre dans l'industrie des films pour adultes en 1995 en ne faisant que des scènes lesbiennes, mais par la suite elle fait des scènes hétérosexuelles et aussi interraciales.

## Biographie
En 2000, Coxx s'est mariée à un cadreur membre de l'AVN Hall of Fame, Barry Wood.

## Récompenses
- 2002 AVN Award – Best All-Girl Sex Scene, Video – Where The Girls Sweat 5
- 1997 XRCO Award – Unsung Siren

## Filmographie
- Star 69: The Lost Footage (2008)
- Bless Their Little Holes (2006)
- Forever Sydnee (2006)
- Pussy Playhouse 9 (2005)
- Nasty As I Wanna Be: Nikki Tyler (2004)
- Love and Bullets (2004)
- Pussy Playhouse 7 (2004)
- Pussy Playhouse 8 (2004)
- Sitting Pretty (2004)
- Strapped (2004)
- Wicked Anthology 3 (2004)
- Red, White & Blonde (2003)
- WMB: Weapons of Masturbation (2003)
- Rub the Muff 6 (2003)
- Young Nikki Tyler (2003)
- Adult Stars at Home 2 (2003)
- Club Freak (2003)
- Double D Detective (2003)
- Girl Bang 2 (2003)
- Identities (2003)
- Older Women with Younger Girls 3 (2003)
- Pussy Playhouse 6 (2003)
- Servicing Sara (2003)
- The Ozporns Go to Hell (2003)
- Under the Influence (2003)
- Your Time Is Up (2002)
- The Ozporns (2002)
- Crime & Passion (2002)
- Club Sin (2002)
- Deep Inside Chasey Lain (2002)
- Different Worlds (2002)
- Girls Home Alone 17 (2002)
- Girls School 4 (2002)
- Pussy Playhouse 3 (2002)
- Pussy Playhouse 4 (2002)
- Pussy Playhouse 5 (2002)
- Too Many Blonde Moments (2002)
- Dangerous Games (2001)
- Pussy Playhouse (2001)
- All Pissed Off 11 (2001)
- Big Tit Teasers 3: Playing with Perfect Pillows (2001)
- Buttslammers 20 (2001)
- Charlie's Devils 2: The Next Position (2001)
- Handjobs 7 (2001)
- Lost Angel (2001)
- Nikki Tyler: Extreme Close-Up (2001)
- No Man's Land 33 (2001)
- Poon Raider (2001)
- Pussy Playhouse 2 (2001)
- Screw My Husband Please! 2 (2001)
- Where the Girls Sweat 5 (2001)
- Hardcore (2000)
- Home Sweet Home (2000)
- Marilyn Whips Wallstreet (2000)
- Montana Gunn for President (2000)
- Sorority Sex Kittens 4 (2000)
- White Lightning (2000)
- Speedway (1999)
- A Girl's Affair 32 (1999)
- California Cocksuckers 7 (1999)
- Diva Girls (1999)
- Dresden Diary 21 (1999)
- Eye Candy Refocused (1999)
- House of Freaks (1999)
- Jill & Jim's Sex Arena (1999)
- Major Rock (1999)
- My Secret Life (1999)
- Papa Load's Blowjob Babes 1 (1999)
- While the Cat's Away (1999)
- Wicked Weapon (1998)
- Camera Shy (1998)
- A Girl's Affair 17 (1998)
- The Glass Cage (1998)
- 69 Hours (1998)
- Barbie's Porno Party (1998)
- Blowjob Adventures of Dr. Fellatio 6 (1998)
- Couples (1998)
- Crazy Like a Fox (1998)
- First Time Ever 5: Just Jill (1998)
- Flashpoint (1998)
- Jiggly Queens 4 (1998)
- Mission Erotica (1998)
- One Track Mind (1998)
- Perverse Addictions (1998)
- Perverted Passions (1998)
- Public Affairs (1998/II)
- Shut Up and Blow Me! (1998)
- Takin It Outside (1998)
- Thunder Pussy (1998)
- Wicked Sex Party (1998)
- 19 and Naughty 3 (1997)
- Allure (1997)
- Appassionata (1997)
- Babes Illustrated 6 (1997)
- Bad Girls 7: Lust Confined (1997)
- Bad Girls 8: Prisoners of Love (1997)
- Basic Elements (1997)
- Betrayed (1997)
- Big and Busty Superstars (1997)
- BIg Game (1997)
- Big Island Blues (1997)
- Buttslammers 14 (1997)
- Buttslammers 15 (1997)
- Buttslammers 16 (1997)
- Dirty Weekend (1997)
- Diva 1: Caught in the Act (1997)
- Domination Nation (1997)
- Domination Nation 2 (1997)
- Femania (1997)
- Gigolo (1997)
- Gold Diggers 2 (1997)
- Liquid Lust (1997)
- Misty Cam's International Sex Tour Volume Two (1997)
- New Wave Hookers 5 (1997)
- No Man's Land 16 (1997)
- Original Sin (1997)
- Philmore Butts Taking Care of Business (1997)
- Takin' It to the Limit 10: No Holes Barred! (1997)
- The Audition (1997)
- The Decoy (1997)
- The Girls of Surrender Cinema (1997)
- The Scope (1997)
- The World's Luckiest Man (1997)
- To Live & Love in LA (1997)
- Topless Body Shop (1997)
- Twisted (1997)
- Waterworld (1997)
- Woman of Means (1997)
- Side Show Freaks (1996)
- The Portrait of Dorie Grey (1996)
- Adam and Eve's House Party (1996)
- Adam and Eve's House Party 2 (1996)
- Asses Galore 2 (1996)
- Blondes Who Blow (1996)
- Breeders (1996)
- Busty Backdoor Nurses (1996)
- Buttslammers 11: Asshole to Asshole (1996)
- Cafe Fantasy (1996)
- Cheerleader Strippers (1996)
- Cockpit (1996)
- Deep Inside Juli Ashton (1996)
- Dirty Minds (1996)
- Interview with a Milkman (1996)
- Interview with a Vibrator (1996)
- Jenna's Revenge (1996)
- Lost Angels (1996)
- Microslut (1996)
- Night Nurses (1996)
- Night Shift Nurses 2 (1996)
- Peyton's Place (1996)
- Primal Instinct (1996)
- Pristine (1996)
- Pussyman 14 (1996)
- Show & Tell (1996)
- Silver Screen Confidential (1996)
- Sin Tax (1996)
- Sorority Cheerleaders (1996)
- Southern Comfort 2 (1996)
- Starflash (1996)
- The Last Fight (1996)
- The Temple of Poon (1996)
- Time Machine (1996)
- Unchained Marylin (1996)
- Violation (1996)
- Wheel of Obsession (1996)
- XXX (1996)
- XXX Channel (1996)
- Dreams of Desires (1995)
- A Girl's Affair 6 (1995)
- Anal Adventures of Bruce Seven (1995)
- Babes Illustrated 3 (1995)
- Babes Illustrated 4 (1995)
- Bad Girls 5: Maximum Babes (1995)
- Bad Girls 6: Ridin' Into Town (1995)
- Carnival (1995)
- Car Wash Angels (1995)
- Cloud 900 (1995)
- Cycle Sluts 1 (1995)
- Cycle Sluts 2 (1995)
- Dildo Debutantes (1995)
- Dirty Work (1995)
- Generation X (1995)
- Getting Personal (1995)
- Happy Ass Lesbians (1995)
- Intense Perversions 2 (1995)
- Midnight Snacks (1995)
- Models Etc. (1995)
- Naked Desert (1995)
- Nasty Encounters (1995)
- Nasty Girls 8 (1995)
- Naughty by Night (1995)
- Nightmare on Lesbian Street (1995)
- No Man's Land 13 (1995)
- No Man's Land Number 11 (1995)
- N.Y. Video Magazine Volume 5 (1995)
- Out of Love (1995)
- Politix (1995)
- Pure Filth (1995)
- Pussyman 12: Sticky Fingers (1995)
- Rebel Cheerleaders (1995)
- Sex Alert (1995)
- Sex Kitten (1995)
- Sex Machine (1995)
- Sorority Sex Kittens 3 (1995)
- Stowaway (1995)
- Strap-on Sally 5: Chantilly's French Kiss (1995)
- The Divine Marquis (1995)
- The Hollywood Starlet Search (1995)
- The Initiation (1995)
- The Mile High Club (1995)
- The Naked Truth (1995)
- The Seductive Secretary (1995)
- The Stiff (1995)
- Vice (1995)
- The Violation of Felecia (1995)
- Virtual Fantasies (1995)
- Where the Boys Aren't: Six (1995)
- Wicked at Heart (1995)
- Wicked Ways #2 (1995)
- Wide Open Spaces (1995)
- Alice in Analand (1994)
- Anal Anonymous (1994)
- Anal Bad Girls (1994)
- Assy Sassy 2 (1994)
- Babe Watch Part 2 (1994)
- Bad Girls V (1994)
- Beach Ball (1994)
- Brassiere to Eternity (1994)
- Buttslammers 7: Indecent Decadence (1994)
- Buttslammers 8: The Ultimate Invasion (1994)
- Crew Sluts (1994)
- Fantasy Chamber (1994)
- Firecrackers (1994)
- Legend 5: The Legend Continues (1994)
- Lesbian Mystery Theatre: The Case of the Deadly Dyke (1994)
- Love Me, Love My Butt 2 (1994)
- Natural Born Thrillers (1994)
- Party Pack 2 (1994)
- R.E.A.L. 2 (1994)
- Strippers Inc. 2 (1994)
- Temptation of Serenity (1994)
- The Devil in Miss Jones 5: The Inferno (1994)
- The Savage (1994) .... Jean
- Trained by Payne (1994)
- Under the Pink (1994)